# Campionati del mondo di atletica leggera 2015 - Salto triplo femminile
La gara del salto triplo femminile dei Campionati del mondo di atletica leggera 2015 si è svolta tra il 22 e il 24 agosto.

## Podio
| Pos.    | Atleta                  | Nazionalità | Misura |
| ------- | ----------------------- | ----------- | ------ |
| Oro     | Caterine Ibargüen       | Colombia    | 14.90  |
| Argento | Hanna Knjazjeva-Minenko | Israele     | 14.78  |
| Bronzo  | Ol'ga Rypakova          | Kazakistan  | 14.77  |

## Situazione pre-gara

### Record
Prima di questa competizione, il record del mondo e il record dei campionati erano i seguenti.
| Record                | Prestazione | Atleta                | Data                            | Competizione              |
| --------------------- | ----------- | --------------------- | ------------------------------- | ------------------------- |
| Record mondiale       | 15,50 m     | Inesa Kravec' Ucraina | 10 agosto 1995 Göteborg, Svezia | Campionati del mondo 1995 |
| Record dei campionati | 15,50 m     | Inesa Kravec' Ucraina | 10 agosto 1995 Göteborg, Svezia | Campionati del mondo 1995 |

### Campionesse in carica
Le campionesse in carica, a livello mondiale e olimpico, erano:
| Campionessa | Atleta                     | Prestazione | Data                              | Competizione               |
| ----------- | -------------------------- | ----------- | --------------------------------- | -------------------------- |
| Olimpico    | Olga Rypakova Kazakistan   | 14,98 m     | 5 agosto 2012 Londra, Regno Unito | Giochi della XXX Olimpiade |
| Mondiale    | Caterine Ibargüen Colombia | 14,85 m     | 15 agosto 2013 Mosca, Russia      | Mondiali 2013              |

### La stagione
Prima di questa gara, le atlete con le migliori tre prestazioni dell'anno erano:
| Pos. | Atleta                     | Prestazione | Data                                 |
| ---- | -------------------------- | ----------- | ------------------------------------ |
| 1    | Ekaterina Koneva Russia    | 15,04 m     | 30 maggio 2015 Eugene, Stati Uniti   |
| 2    | Caterine Ibargüen Colombia | 14,88 m     | 29 maggio 2015 Eugene, Stati Uniti   |
| 3    | Gabriela Petrova Bulgaria  | 14,64 m     | 8 giugno 2015 Praga, Repubblica Ceca |

## Risultati

### Qualificazioni
14.25 m (Q) e le 12 miglior misure (q) si qualificano per la finale.
| Pos | Gruppo | Atleta                  | Nazionalità | 1ª prova | 2ª prova | 3ª prova | Risultato | Note                                     |
| --- | ------ | ----------------------- | ----------- | -------- | -------- | -------- | --------- | ---------------------------------------- |
| 1   | B      | Gabriela Petrova        | Bulgaria    | 14.09    | 14.11    | 14.44    | 14.44     | Q                                        |
| 2   | B      | Caterine Ibargüen       | Colombia    | 14.42    |          |          | 14.42     | Q                                        |
| 3   | A      | Olha Saladuha           | Ucraina     | 14.34    |          |          | 14.34     | Q                                        |
| 4   | B      | Olga Rypakova           | Kazakistan  | 14.33    |          |          | 14.33     | Q                                        |
| 5   | A      | Hanna Knyazyeva-Minenko | Israele     | 14.27    |          |          | 14.27     | Q                                        |
| 6   | A      | Kimberly Williams       | Giamaica    | x        | 14.23    | 13.92    | 14.23     | q                                        |
| 7   | A      | Ekaterina Koneva        | Russia      | 14.12    | 13.69    | 13.65    | 14.12     | q                                        |
| 8   | B      | Shanieka Thomas         | Giamaica    | 13.90    | 14.05    | 13.89    | 14.05     | q                                        |
| 9   | B      | Jeanine Assani Issouf   | Francia     | x        | 13.77    | 14.04    | 14.04     | q                                        |
| 10  | B      | Keila Costa             | Brasile     | 13.60    | 13.86    | 14.03    | 14.03     | q                                        |
| 11  | B      | Kristin Gierisch        | Germania    | 13.71    | x        | 13.95    | 13.95     | q                                        |
| 12  | A      | Yosiris Urrutia         | Colombia    | x        | 13.84    | 13.17    | 13.84     | q                                        |
| 13  | B      | Kristiina Mäkelä        | Finlandia   | x        | x        | 13.83    | 13.83     |                                          |
| 14  | A      | Simona La Mantia        | Italia      | x        | 13.49    | 13.77    | 13.77     |                                          |
| 15  | A      | Dana Velďáková          | Slovacchia  | x        | 13.76    | 13.74    | 13.76     |                                          |
| 16  | A      | Patrícia Mamona         | Portogallo  | 13.61    | 13.74    | 13.58    | 13.74     |                                          |
| 17  | A      | Irina Ektova            | Kazakistan  | x        | 13.61    | x        | 13.61     |                                          |
| 18  | A      | Elena Panțuroiu         | Romania     | 13.58    | x        | 13.50    | 13.58     |                                          |
| 19  | A      | Dovilė Dzindzaletaitė   | Lituania    | 13.58    | 12.51    | x        | 13.58     |                                          |
| 20  | B      | Li Yanmei               | Cina        | x        | 13.40    | 13.57    | 13.57     |                                          |
| 21  | A      | Li Xiaohong             | Cina        | 13.52    | 13.46    | x        | 13.52     |                                          |
| 22  | A      | Núbia Soares            | Brasile     | x        | x        | 13.52    | 13.52     | Miglior prestazione personale stagionale |
| 23  | A      | Wang Wupin              | Cina        | 12.93    | 12.94    | 13.48    | 13.48     |                                          |
| 24  | B      | Christina Epps          | Stati Uniti | x        | 13.36    | x        | 13.36     |                                          |
| 25  | B      | Cristina Bujin          | Romania     | x        | 13.21    | x        | 13.21     |                                          |
| 26  | B      | Joëlle Mbumi Nkouindjin | Camerun     | x        | x        | 13.06    | 13.06     |                                          |
| 27  | B      | Tetyana Ptashkina       | Ucraina     | x        | x        | 13.05    | 13.05     |                                          |
|     | B      | Susana Costa            | Portogallo  | x        | x        | x        | nm        |                                          |

### Finale
| Pos | Atleta                  | Nazionalità | 1ª prova | 2ª prova | 3ª prova | 4ª prova | 5ª prova | 6ª prova | Risultato | Note                                     |
| --- | ----------------------- | ----------- | -------- | -------- | -------- | -------- | -------- | -------- | --------- | ---------------------------------------- |
|     | Caterine Ibargüen       | Colombia    | 14.47    | 14.80    | 14.54    | 14.90    | 13.93    | 14.70    | 14.90     | Miglior prestazione personale stagionale |
|     | Hanna Knyazyeva-Minenko | Israele     | x        | 14.78    | 14.53    | x        | x        | x        | 14.78     | Record nazionale                         |
|     | Olga Rypakova           | Kazakistan  | 14.23    | x        | x        | 14.59    | x        | 14.77    | 14.77     | Miglior prestazione personale stagionale |
| 4   | Gabriela Petrova        | Bulgaria    | 14.52    | 14.33    | 14.47    | 14.23    | 14.66    | 14.44    | 14.66     | Miglior prestazione personale            |
| 5   | Kimberly Williams       | Giamaica    | 13.97    | 14.26    | 14.16    | 14.06    | 14.45    | x        | 14.45     | Miglior prestazione personale stagionale |
| 6   | Olha Saladuha           | Ucraina     | 14.22    | 14.05    | 14.04    | 14.41    | x        | 14.39    | 14.41     |                                          |
| 7   | Ekaterina Koneva        | Russia      | 14.03    | 14.37    | 14.05    | 14.36    | 14.25    | 14.35    | 14.37     |                                          |
| 8   | Kristin Gierisch        | Germania    | x        | 13.63    | 14.25    | 14.18    | 14.25    | 12.87    | 14.25     |                                          |
| 9   | Jeanine Assani Issouf   | Francia     | 13.83    | x        | 14.12    |          |          |          | 14.12     |                                          |
| 10  | Yosiris Urrutia         | Colombia    | 14.09    | 13.93    | x        |          |          |          | 14.09     |                                          |
| 11  | Shanieka Thomas         | Giamaica    | 13.88    | 14.01    | 14.08    |          |          |          | 14.08     |                                          |
| 12  | Keila Costa             | Brasile     | 13.72    | x        | 13.90    |          |          |          | 13.90     |                                          |